# ارانو
ارانو (انگلیسی: Orano) شرکت انرژی هسته‌ای فرانسوی است، که در سال ۲۰۰۱ توسط آن لوورژون تأسیس شد.